# Ali Nasser Mohamed
Ali Nasir Muhammad Husani (arabe : علي ناصر محمد الحسني), né le 31 décembre 1939 à Moudiya (en) (Dathina (en)), est un homme d'État sud-yéménite. Il a été deux fois chef d'État de la république démocratique populaire du Yémen. Il occupa la fonction de président du Conseil présidentiel (en) du 26 juin au 27 décembre 1978. 

## Biographie
En avril 1980, le président du Præsidium du Conseil populaire suprême (en), Abdel Fattah Ismaïl démissionne et s'exile. Ali Nasser Mohamed lui succéda alors et adopta une position moins hostile envers le Yémen du Nord et Oman. Le 13 janvier 1986, de violents combats éclatent à Aden entre les partisans d'Ali Nasser et les partisans d'Ismail. Les combats ont duré pendant plus d'un mois et ont abouti à des milliers de blessés, à la chute d'Ali Nasser Mohamed, et à la mort d'Ismail. Son mandat dura donc du 21 avril 1980 au 24 janvier 1986. Quelque 60 000 personnes, dont Ali Nasser Mohamed, fuirent vers le Yémen du Nord. Il fut remplacé par Haidar Abou Bakr al-Attas.
Ali Nasser Mohamed était membre du Front de libération nationale (en) (FLN), ainsi que du Parti socialiste yéménite (PSY – الحزب الاشتراكي اليمني) après que celui-ci a été formé à partir de l'OPUFN en octobre 1978. Pendant la guerre civile de 1994, il a poussé ses partisans à opérer aux côtés des forces du gouvernement de Sanaa et contre le rétablissement récent de la république démocratique du Yémen, cherchant ainsi à venger son éviction. La sécession du Sud a été réprimée en juillet 1994 après la capitulation des  bastions d'Aden et d'Al Moukalla.
L'ancien président est devenu une figure de l'opposition lors de la révolution yéménite, ayant été nommé à un conseil de transition composé de 17 membres prévu par certaines factions anti-gouvernementales pour gouverner le Yémen dans le cas d'une éventuelle transition démocratique. Ce conseil n'est pas reconnu par la principale coalition d'opposition, qui soutient également la chute de Saleh du pouvoir et une transition démocratique.
En février 2015, après la démission du président Abdrabbo Mansour Hadi lors de la guerre civile yéménite, il est pressenti pour diriger un Conseil présidentiel.